# Corte Suprema de Pensilvania
La Corte Suprema de Pensilvania (en inglés: Supreme Court of Pennsylvania) es la máxima instancia judicial del estado de Pensilvania (Estados Unidos). Compuesta por siete magistrados, las decisiones de sus sentencias solo pueden ser apeladas ante la Corte Suprema de los Estados Unidos. Tiene sedes en Harrisburg, la capital del estado, Filadelfia y Pittsburgh y es considerado el tribunal de apelaciones más antiguo de Estados Unidos, pues fue fundado en 1684 como Tribunal Provincial, cambiando su nombre al actual en 1722. 

## Atribuciones
Sus competencias están determinadas por el artículo 5 de la Constitución de Pensilvania, vigente desde 1968. En él se crea el Sistema Judicial Unificado de Pensilvania, un sistema que integra a todos los tribunales del estado y coloca al frente de ellos al Tribunal Supremo, confiriendo el "poder judicial supremo".  De este modo:
- La Corte Suprema recibe solicitudes de revisión judicial de los veredictos del Tribunal Superior, responsable del derecho civil y penal, y del Tribunal Commonwealth, responsable de las cuestiones administrativas y del derecho público . [2] Sin embargo, el Tribunal Supremo hace una selección discrecional de los casos a tratar, salvo las sentencias que implican la pena de muerte (pese a la existencia de una moratoria que suspende las ejecuciones desde 2015, los acusados pueden ser condenados a la pena de muerte) y algunos otros Casos del Tribunal del Commonwealth, en los que es obligatorio pronunciarse. [3]
- Corresponde a la Corte Suprema de Pensilvania ejercer el control sobre la constitucionalidad de las leyes del estado, tal y como el propio tribunal determinó mediante sentencia de 1825 . [4]
- Extraordinariamente, la Corte Suprema también puede asumir como propios los casos que correspondan a instancias judiciales inferiores en casos urgentes y de gran trascendencia pública. Se trata de una prerrogativa heredada del derecho consuetudinario anglosajón (conocida como jurisdicción del tribunal del Rey) que mantiene la Corte desde 1722. [5]

Asimismo, sus decisiones pueden ser apeladas en la Corte Suprema de los Estados Unidos .

## Miembros
Los magistrados de la Corte Suprema son elegidos para un período de 10 años, el que lleve más tiempo en el cargo será el presidente (en inglés, chief Justice ). Entre 1874 y 1968, los miembros de la Corte Suprema tuvieron los mandatos más largos de cualquier cargo público en los Estados Unidos: 21 años. 

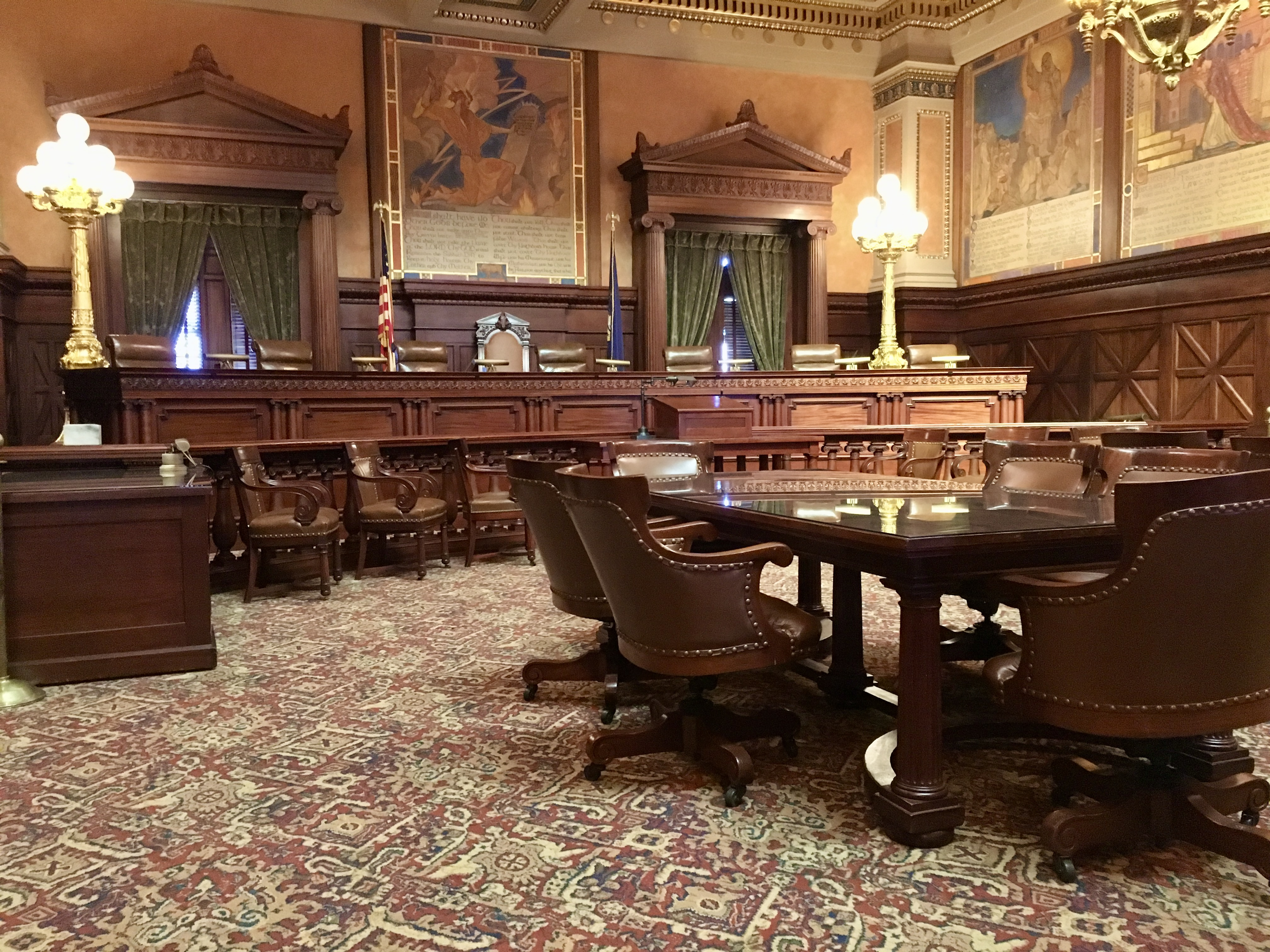
Sala de audiencias de la Corte Suprema de Pensilvania en Harrisburg.

Los miembros son seleccionados a través de concurrencia electoral: se realizan elecciones cada año impar y los candidatos al cargo son presentados por los partidos políticos, eligiéndose el que obtenga mayor cantidad de votos del electorado. Una vez elegidos, los jueces pueden presentarse a la reelección sin necesidad de contar con el apoyo de un partido. En ese caso el elector deberá responder “sí” o “no” a su continuidad en la papeleta; en caso de que el escrutinio resulte negativo, el gobernador deberá nombrar interinamente un magistrado hasta que se elija uno nuevo en una elección convocada al efecto. Una vez llegados a los 75 años deberán jubilarse. 
Los magistrados de la Corte Suprema pueden ser destituidos por decisión de la Asamblea General de Pensilvania. Si la Cámara de Representantes observara actuaciones impropias de un juez, puede iniciar un proceso de destitución (impeachment ) para que el Senado estatal pueda o no destituir al acusado. 